# District Teoetsjezjski

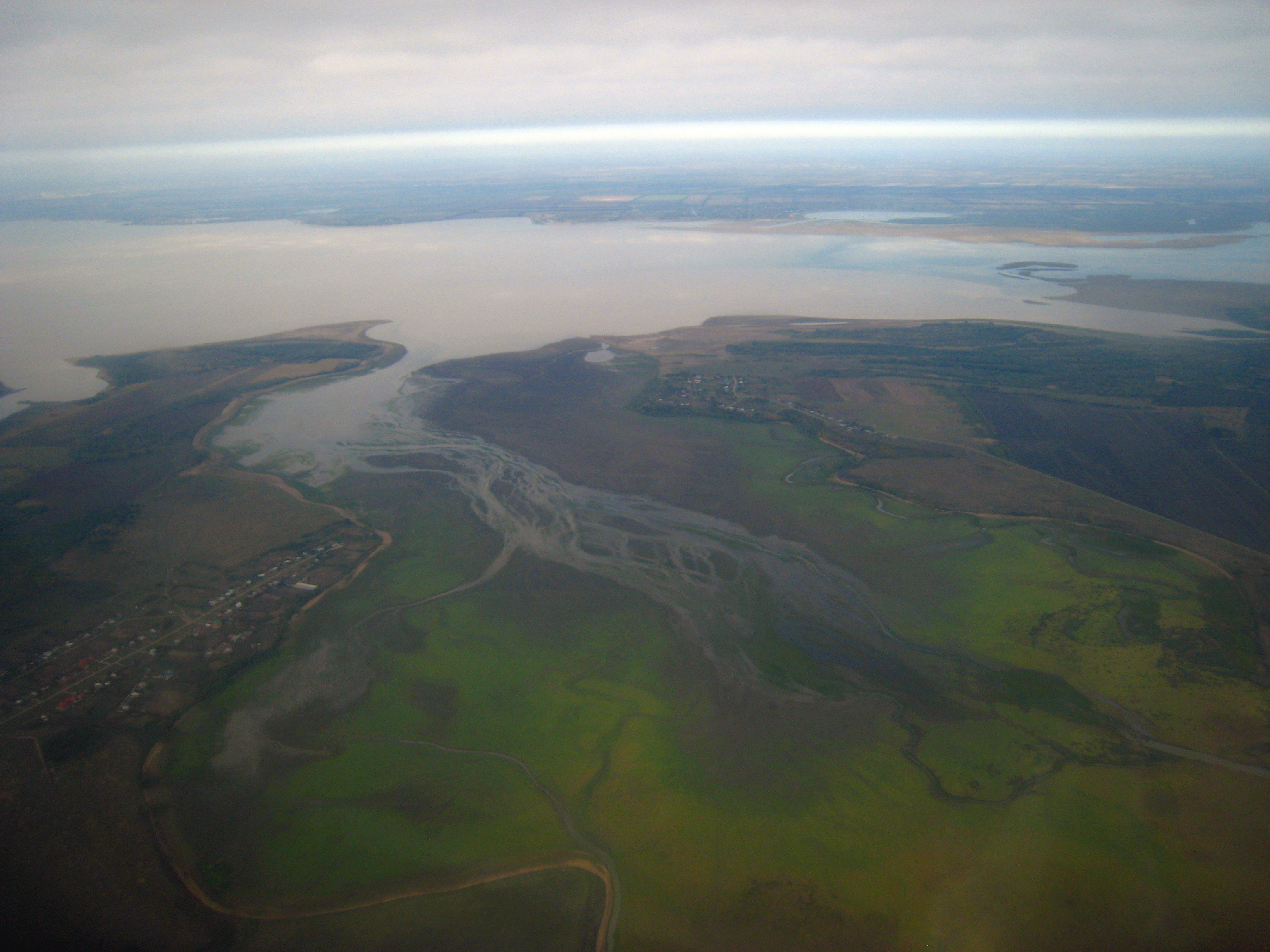
Luchtfoto van Pshikuijabl en het Krasnodarreservoir

District Teoetsjezjski (Russisch: Теуче́жский райо́н) is een district in het noordwesten van de Russische autonome republiek Adygea. Het district heeft een oppervlakte van 700 vierkante kilometer en een inwonertal van 20.643 in 2010. Het administratieve centrum bevindt zich in Ponezhukay.

## Geboren
- Tsoeg Teoetsjezj (1855-1940)

Bestuurlijk centrum: Majkop

Stad: Adygejsk

Districten: Giaginski · Kosjechablski · Krasnogvardejski · Majkopski · Sjovgenovski · Tachtamoekajski · Teoetsjezjski